# Lukavec (Vysočina)
Lukavec é uma comuna checa localizada na região de Vysočina, distrito de Pelhřimov.

## Galeria

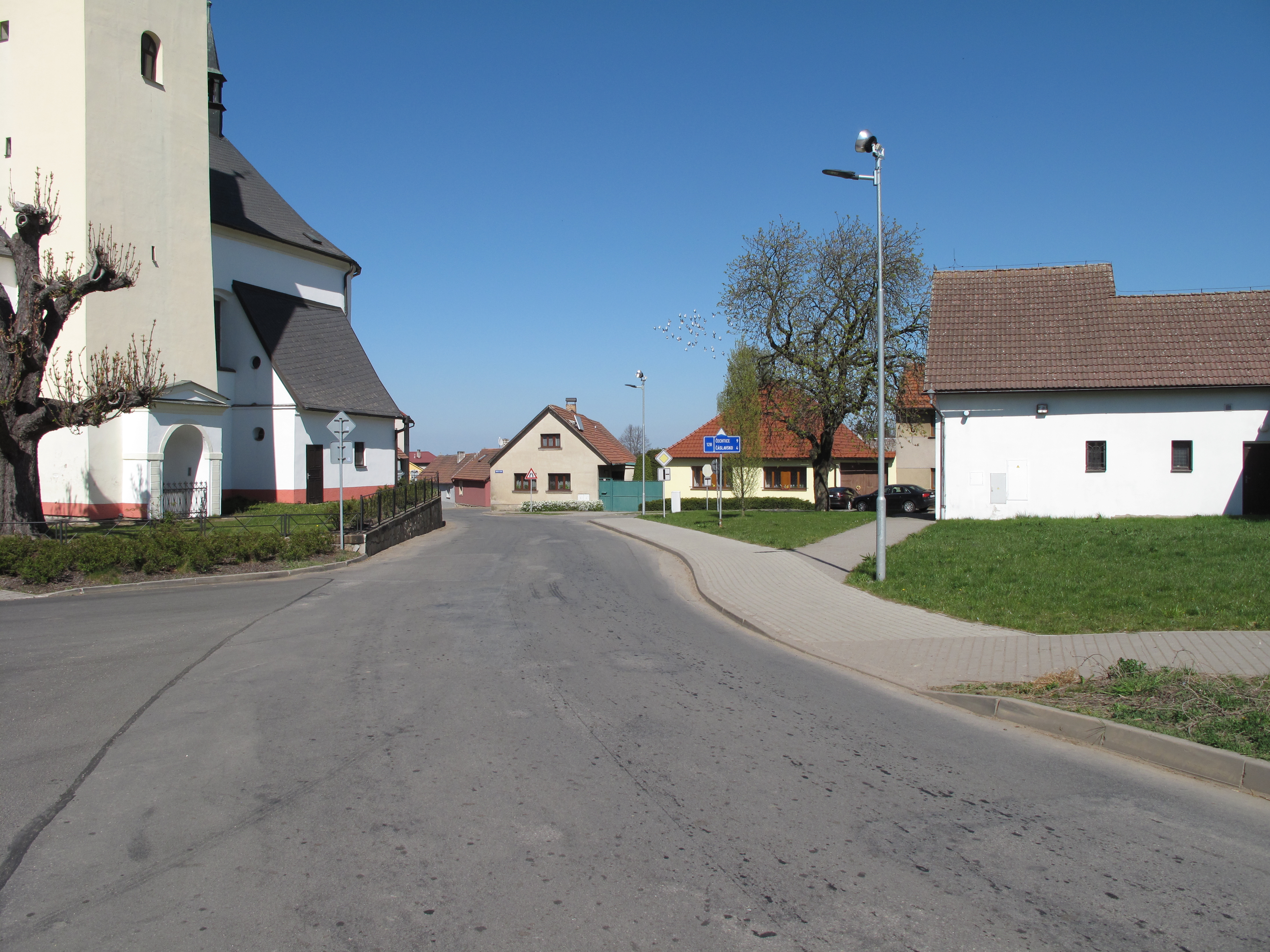
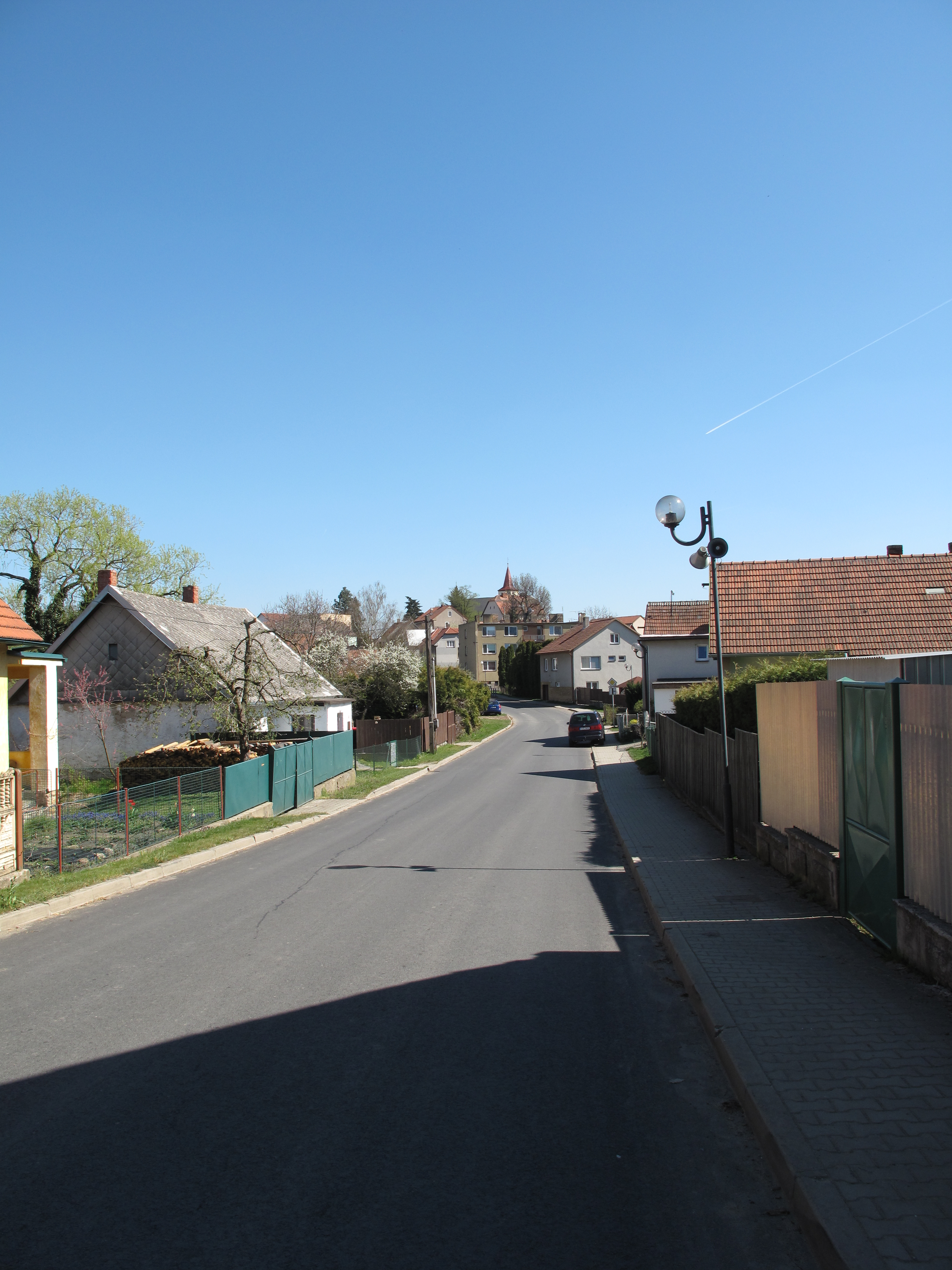
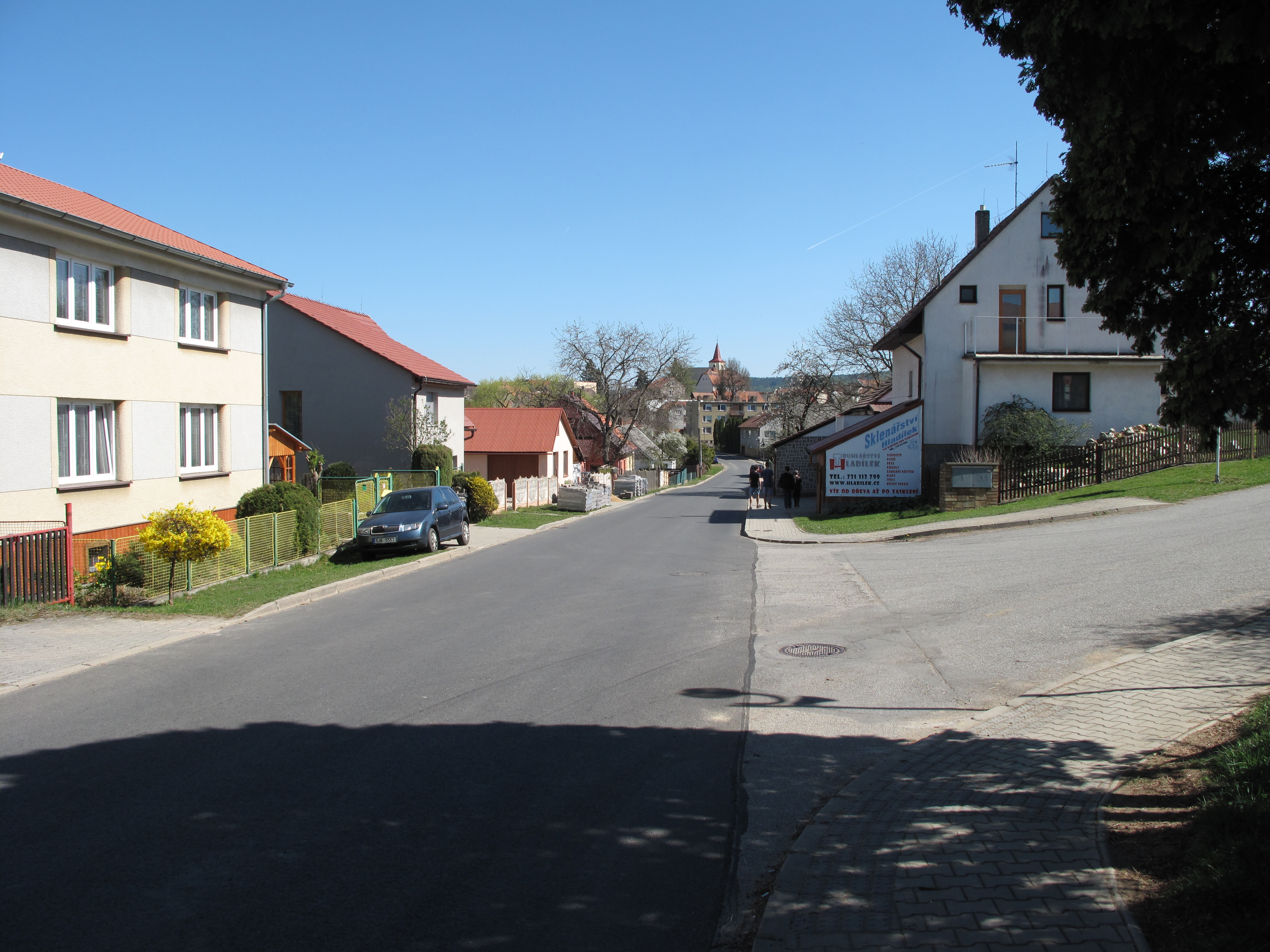